# Leucospis pictipyga
Leucospis pictipyga är en stekelart som beskrevs av Boucek 1974. Leucospis pictipyga ingår i släktet Leucospis och familjen Leucospidae. Inga underarter finns listade i Catalogue of Life.